# Juan Carlos Sánchez Ampuero
Juan Carlos Sánchez Ampuero (Cochabamba, 1 de marzo de 1985) es un exfutbolista boliviano. Se desempeñaba como defensa.

## Clubes
| Club                   | País    | Año         | PJ  | Goles |
| ---------------------- | ------- | ----------- | --- | ----- |
| Aurora                 | Bolivia | 2003 - 2005 | 2   | 1     |
| The Strongest          | Bolivia | 2005 - 2006 | 1   | 0     |
| Aurora                 | Bolivia | 2006 - 2008 | 14  | 0     |
| Blooming               | Bolivia | 2008 - 2012 | 71  | 2     |
| Real Potosí            | Bolivia | 2012 - 2015 | 102 | 3     |
| Universitario de Sucre | Bolivia | 2015        | 14  | 0     |